# イブン・ルシュド
アブー・アル＝ワリード・ムハンマド・イブン・アフマド・イブン・ルシュド（アラビア語: أبو الوليد محمد بن أحمد بن رشد abū al-walīd muḥammad ibn ʾaḥmad ibn rušd, 1126年4月14日 - 1198年12月10日）は、スペインのコルドバ生まれの哲学者、医学者。膨大なアリストテレス注釈を書いたことで知られる。ムワッヒド朝のもとで君主の侍医、後にはコルドバのカーディー（裁判官）となった。1197年にはムワッヒド朝の君主ヤアクーブ・マンスールが哲学を禁止したことでイブン・ルシュドは追放され、その後モロッコのマラケシュで亡くなっている。
アヴェロエス (ラテン語: Averroes ラテン語: [aˈu̯erroeːs] 英語: [əˈvɛroʊiːz]) の名でよく知られている。アラブ・イスラム世界におけるアリストテレスの注釈者として有名。また、医学百科事典を著した。神秘主義者ガザーリーの哲学批判書『哲学者の矛盾』に対して、哲学者の立場から『矛盾の矛盾』を執筆して批判に反駁を加えている。
彼の著作は、中世ヨーロッパのキリスト教のスコラ学者によって、ラテン語に翻訳され、ラテン・アヴェロエス派を形成した。
ラッファエッロ・サンツィオの代表作であるアテナイの学堂にギリシア哲学者の一人として描かれている。

## 伝記

### 早年
イブン・ルシュドは1126年にコルドバで生まれた。彼の家族は宗教と法の分野で知られていた。祖父アブル・ワリード・ムハンマド・イブン・ルシュド（本項のイブン・ルシュドと区別してイブン・ルシュド・ジャッドとも）はコルドバの最高裁判官であり、ムラービト朝時代にはコルドバの大モスクのイマームであった。父アブル・ハーシム・アフマドは祖父ほどには高名ではなかったが、1146年のムラービト朝がムワッヒド朝に代わるまで同じく最高判事であった。
伝統的な伝記によれば、イブン・ルシュドの教育はハディース、フィクフ（法学）、医学、神学から始まり優れていた。彼はアル・ハーフィズ・アブー・ムハンマド・イブン・リズクの下でマーリク学派の法学とハディースを、祖父の弟子であったイブン・バシュクワルと共に学んだ。彼の父はイマーム・マーリクの高名な法学著作であるムワッターを教えた。またアブー・ジャアファル・ジャリーム・ル・タジャイルの下で医学を学び、おそらくそこで哲学を学んだ。彼はまた哲学者イブン・バーッジャ（ラテン名アヴェンパーケ）の著作も知っており、個人的に知り合いであったか、それとも彼の指導を受けたのかもしれない。彼はセビリアで定期的に哲学者、医師、詩人の集会に参加し、イブン・トゥファイルとイブン・ズフル、将来のカリフ、アブー・ユースフ・ヤアクーブが出席していた。他にも後に彼が批判するアシュアリー神学派のカラーム神学を研究した。13世紀の伝記作家イブン・アル・アッバールは彼はハディースよりも法とその原理に興味を持っていたと述べ、イスラーム法学のヒラルの分野において秀でていた。また、彼は古代人の科学、つまりギリシャ人の哲学と科学における彼の関心を伝えている。

### 経歴
1153年まで、イブン・ルシュドはムワッヒド朝の首都マラケシュにおり、天体観測を行い、ムワッヒド朝の新しい大学を作るという計画を支援した。当時知られていた数学の法則だけではなく、天体運動の物理法則をも発見することを望んでいたが、この研究は成功しなかった。マラケシュ滞在中に、彼は有名な哲学者であり宮廷医であった『ハイイ・ブン・ヤクザーン物語』の著者イブン・トゥファイルに会った可能性がある。イブン・トゥファイルとイブン・ルシュドは哲学の違いにも拘わらず友情を結んだ。
1169年、イブン・トゥファイルはイブン・ルシュドをカリフ・アブー・ヤアクーブ・ユースフに紹介した。歴史家アブドゥルワヒード・アル・マラケシュが伝えるところでは、カリフはイブン・ルシュドに天界は無始に存在していたのか、それとも始まりがあったかを尋ねた。この質問はイスラーム教理的に物議を醸すものであり、安易な答えは危険をもたらすものであることを知っていたのでイブン・ルシュドはそれについて答えなかった。その後カリフはイブン・トゥファイルとプラトン、アリストテレス、イスラームの哲学者たちの見解について話し合った。このことはイブン・ルシュドを安心させ、イブン・ルシュドは自身の見解をカリフに説明し、感銘を与えた。
この会見後、1184年カリフの死まで、イブン・ルシュドはアブー・ヤアクーブの支持を得た。カリフがアリストテレスの難解さに不平を言い、その註解をイブン・ルシュドにするように勧めた。これはイブン・ルシュドのアリストテレスの膨大な注釈の始まりであり、1169年にその最初の作品が書かれた。
同年、イブン・ルシュドはセビリアの裁判官（カーディー）に任命された。1171年にはコルドバの裁判官となった。彼はシャリーア（イスラーム法）に基づいて事件を裁決し、ファトワー（法的見解）を出した。このような責務や移転にもかかわらず執筆の割合は増加した。またこの移転から天文学研究を行う機会を得た。1169年から1179年の間に制作された彼の著作の多くはコルドバではなくセビリアで書かれたものである。1179年に彼は再びセビリアの裁判官に任命された。1182年に彼の友人イブン・トゥファイルの後を継ぎ一時的に宮廷医となり、同年、かつて祖父が保持していたコルドバのマーリク派最高判事（大カーディー）に任命された。

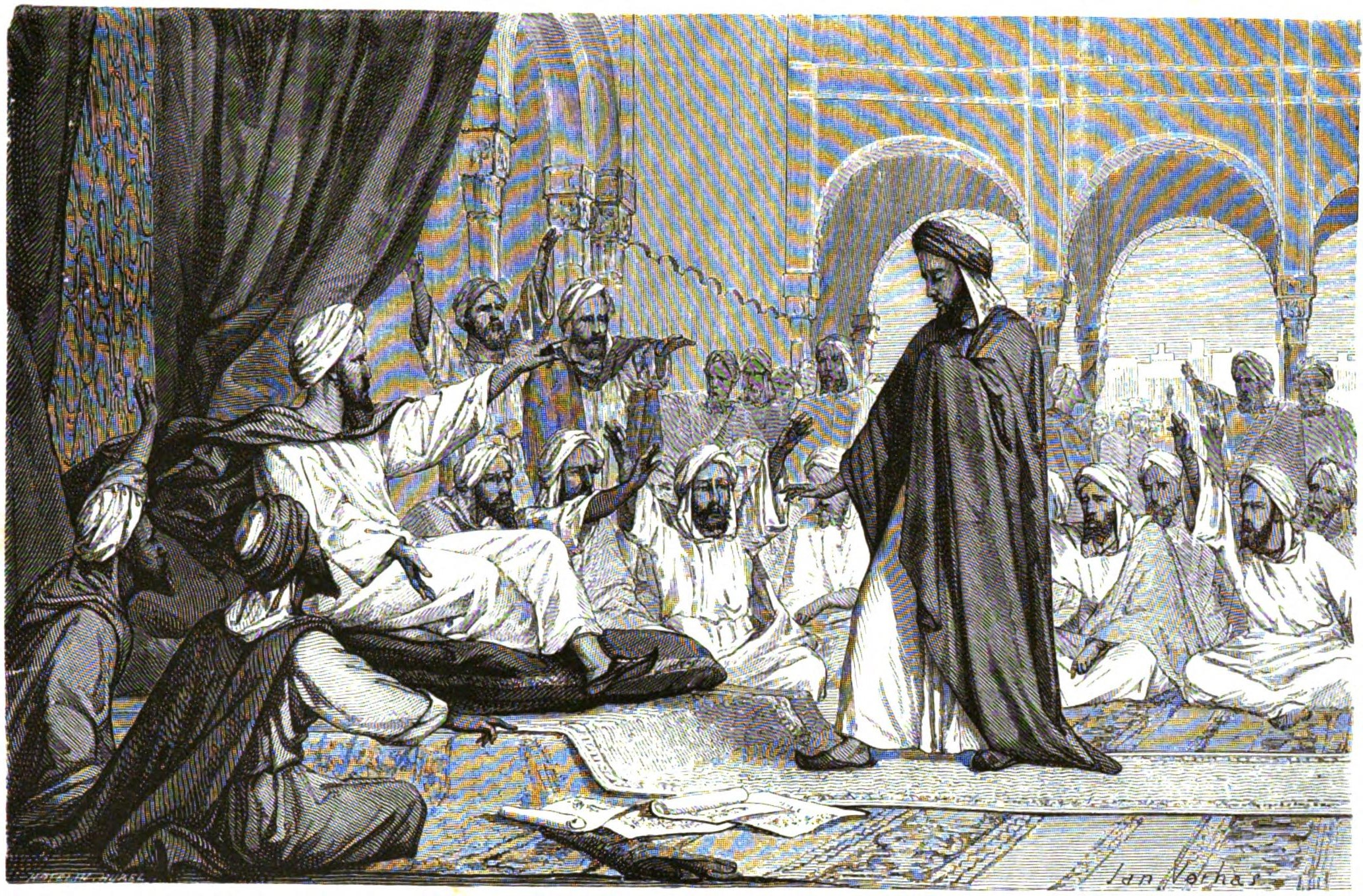
イブン・ルシュドの失寵

1184年、カリフ・アブー・ヤアクーブ・ユースフが死去し、アブー・ユースフ・ヤアクーブ・アル・マンスールが後を継いだ。当初、イブン・ルシュドはカリフの支持を得ていたが1195年にはそれを失った。彼に対して様々な告訴が行われ、コルドバの法廷で裁判にかけられた。法廷は彼の教説を非難し、その著作の焼却を命じ、イブン・ルシュドをルセーナに追放した。初期の伝記作家はその理由を彼の著作にカリフへの侮辱の可能性を含んでいたとするが、現代の学者はむしろ政治的な理由であるとしている。イスラーム百科事典によれば、カリフはキリスト教国との戦争のために、イブン・ルシュドから離れ、彼に反対していた正統派ウラマーの支持を得たという。イスラーム哲学史家マジド・ファクリーは伝統的なマーリク学派の法学者による圧力がその役割を果たしたと述べている。

約二年の後、イブン・ルシュドはマラケシュの宮廷に復帰し、再びカリフの信頼を得た。その後まもなく1198年12月11日に死んだ。彼は当初北アフリカに埋葬されたが、後に彼の遺体は別の葬儀のためにコルドバに移された。そこには将来のスーフィー神秘主義の大家である哲学者イブン・アラビーも参列していた。彼は後にこの時の様子を書いている。
「遺体を入れた棺が荷馬の片側に載せられており、釣合いを保つために彼の著作が反対側に積まれた。私は身じろぎもせずに立ち尽くしていた。そのとき私と共に、サイイド・アブーサイードの秘書で、法律家、学者であるアブ・ル・フサインとアブ・ル・ハカムが居合わせた。……」
息子にアブド・アッラー・イブン・ルシュドがおり、『肉体の中にある素材的知性は作用的知性と結合するか？』という論文を書いた。

## 著作
ファクリーによると、イブン・ルシュドは多作な作家であり、哲学、医学、法学、法理論、言語学を含む。彼の著作のほとんどはアリストテレスの作品に対する解説・パラフレーズであり、しばしば彼独自の見解が含まれている。
フランスの作家エルネスト・ルナンによれば、イブン・ルシュドはアリストテレスの作品に対する注釈とプラトン国家篇の註解を加えて哲学に関して28作品、医学に関して20作品、法律に関して8作品、神学に関して4作品、文法に関して4作品を含み、少なくとも67作品を書いた。この多くの作品はアラビア語では存続できなかったがヘブライ語とラテン語への翻訳によって生き残ることができた。たとえばアリストテレスの大注解については「ほんの一握りのアラビア語手稿がが残っているだけ」である。

### アリストテレス註解
イブン・ルシュドは現存するアリストテレスの著作ほぼすべてについて註解を書いた。例外は「政治学」についてであり、彼はそれを入手することができなかったので代わりにプラトンの『国家篇』について注釈した。彼は自らの註解を三つを小・中・大の三つのカテゴリーに分類した。『小註解』（jami）のほとんどは初期に書かれたものでアリストテレスの教説の要約が含まれている。『中註解』（talkhis）はアリストテレスの原意を明確にし、単純化するために言い換えが含まれている。中註解はアリストテレスの文意を理解することの難しさに不満を覚えたアブー・ヤアクーブ・ユースフと同様の立場にある人々のために書かれた。『大註解』（tafsirまたはsharf）は原文と各行の詳細な分析を含まれている。大註解は非常に詳細で、高度な独自の見解が含まれており、一般の読者を対象したものではなかった。
1169年以降、アブー・ヤアクーブ・ユースフの要請によるアリストテレス解釈は中註解として表された。イスラーム哲学思想界において、プロティノスの『エンネアデス』の抜粋抄訳が『アリストテレスの神学』という名で流布し、ネオ・プラトニズムの流出論がアリストテレス真正の教えであるとされていた。イブン・ルシュドもまた『形而上学中註解』においては流出論に従っていたが、アリストテレス研究から『崩壊の崩壊』以降はそれを否定し、アリストテレスの『天体について』『形而上学』Λ巻などに基づいて独自の宇宙観を立てた。
1186年より少し前に『霊魂について』、1186年以降に『分析論後書』『自然学』、1188年頃に『天体について』、1190年頃『形而上学』の大註解を完成させたと思われる。『分析論後書大註解』と『形而上学大註解』はアラビア語で現存し、他はヘブライ語及びラテン語によって現存する。
イブン・ルシュドは基本的に精確さで名高いフナイン・イブン・イスハークによる翻訳を使用しているが、他にもアラビア語翻訳を利用・参照している。イブン・イスハークによる『形而上学』翻訳はギリシャ語版のA巻を欠いており、α巻から始まっている。イブン・ルシュドは『形而上学大註解』を書くにあたりナズィーフ・イブン・ユムンによるA巻の翻訳をイブン・イスハークによる第1巻（α巻）の後ろに挿入して第2巻としている。
大註解にはアレクサンドロスやテミスティオスといった先行する注釈者からの引用が数多く含まれており、ギリシャ語原典で散逸したものもあり資料的価値も存在する。例えば、イブン・ルシュド『形而上学大註解』Λ巻の冒頭において「アレクサンドロスのΛ巻の3分の2に及ぶ注解とテミスティオスによる完全な提要を見つけたので、それを明快かつ簡潔に載せるのが良いように思える」と述べ、多くのアレクサドロスの注解を引用している。アレクサンドロスの『形而上学注解』は１－５巻までしかギリシャ語では現存しない。

### 独自の哲学的著作
『知性について』、『三段論法について』、『作用知性との結合について』、『時間について』、『天体について』、『天体の運動について』などの独自の著作があった。他にもアリストテレスと比較したアル・ファーラービーの論理学に関するエッセイ、イブン・スィーナーの『治癒』で扱われた形而上の諸問題やイブン・スィーナーの存在するもの分類に反論などの論争的な書がある。

#### 『崩壊の崩壊』
アル・ガザーリーはイブン・スィーナーに基づいた哲学説を批判するために『哲学者の崩壊』（Tahāhut al-falāsifa）という書を書いた。アラビア語の題名にある"Tahāhut”は崩壊、崩落などを意味し、アル・ガザーリーによれば哲学者の説は自己矛盾に満ちており、そのことを批判することによって哲学説は自己崩壊することを明らかにすることを目的としていた。この書の影響はスンナ派の東方イスラーム世界では大きく、イブン・スィーナーの影響は大きく後退した。イブン・ルシュドは、アンダルシアにおいても哲学者に対する風当たりの強くなっていく状況を打破するために、『哲学者の崩壊』の全面的な批判的注解を書き下ろし、意趣返しとして『崩壊の崩壊』(Tahāhut al-Tahāhut)と名付けた。
直接的には神学者アル・ガザーリーによる哲学批判を、アリストテレスに基づいて反論するという体裁だが、その真の目的は哲学説の正当性を訴え、哲学と宗教とは調和しうるものだということを当時のムワッヒド朝の思想風潮に投げかけるためだった。そのため、イブン・ルシュドはイスラーム神学において主流のアシュアリー派を否定的に扱っているが、部分的にその考え方も許容している。またこの書は同時に、アル・ガザーリーが批判したイブン・スィーナーに対する批判でもある。アル・ガザーリーの批判はイブン・スィーナーの教説にのみ当てはまり、アリストテレスの立場による真正の哲学には当てはまらないという立場をイブン・ルシュドは採った。故に彼は場合によって、アル・ガザーリーのイブン・スィーナーの誤りの指摘に同意している。
おそらく1180年ごろ書きあげられたが、結局のところアンダルシアにおいても保守的宗教勢力によって哲学を異端視してゆく流れは変わらず、イブン・ルシュドは宮廷から追放され、後に赦免されたが宮廷に戻る途上に死去した。

##### 翻訳
アラビア語原典は断片を除き失われたが、ヘブライ語に翻訳されユダヤ人の間にて影響力を持った。イブン・ルシュドのアリストテレス注解書は早く13世紀にはラテン語に翻訳されたが、この書の翻訳し始めはやや遅れ、1328年にナポリ王ロベール・ダンジューの依頼によってユダヤ人カロニュモス・ベン・カロニュモスによってなされた。始めにはその註解的体裁から、イブン・ルシュドはアル・ガザーリーの弟子という誤解も生じた。1497年アゴスティノ・ニフォが注解をつけてヴェネツィアで出版されたが、これは形而上学部分だけであった。完訳はナポリのカロ・カロニュモスがヘブライ語訳からラテン語訳され、1527年にヴェネツィアで出版された。ルネッサンス期には度々再版され、神学に対して哲学を弁護するものとして影響を及ぼした。
1930年にイエズス会司祭モーリス・ブイジュ(1878-1951)によりヘブライ語訳との比較によってアラビア語へ再構成され出版された。近代語では英語、イタリア語、トルコ語で全訳されており、日本語では『「(アルガゼルの)哲学矛盾論」の矛盾』、中世思想原典集成.11 イスラーム哲学『矛盾の矛盾』などの抄訳が存在する。

### 医学著作

医学大全のラテン語訳"Colliget"

ムワッヒド朝の宮廷医であったイブン・ルシュドは多くの医学論文を書いている。もっとも有名なのは「医学大全」（Kulliyat fit-tibb;ラテン語Colliget）であり、1153年から1169年の間に書かれ、凡そ90年後にはヘブライ語とラテン語に翻訳された。宮廷医になる前に書かれ、医学の一般的かつ不可欠な要素を抽出する求められている。七巻に分けられ、解剖学、生理学、病理学、診断、治療学、衛生学、病気の治療の各科を論じている。より広域な部分では薬理学と栄養学に及び、300の単純薬と食物について述べられている。ラテン語訳は何世紀に渡って西洋の医学の教科書となった。またガレノスの作品の要約やイブン・スィーナーの『医学の詩』についての註解を表した。
イブン・ルシュドは解剖学に大きく興味を示し「解剖の実践は信仰を強める」と言い、人体について「神の驚くべき技」という見解を述べた。神経学においてパーキンソン病の存在を示唆し、網膜に光受容体を帰属せしめた。脳卒中の研究において東ローマ時代のガレノス派の医師の単純なモデルを詳細な分類に置き換え、アッ・ラーズィーやイブン・スィーナーの研究を補完し、脳血管に基づく病因を提示した。生殖器科では勃起不全の問題を特定し、治療のために薬物療法を処方した最初の一人である。この治療のためにいくつからの方法を使用した。殆どが経口薬であったが一部では経尿道的手段が採られた。また1世紀の医師アンドロマコスが開発したと言われる蛇毒の解毒剤テリアカに関しての研究を行った。
友人である臨床医イブン・ズフルに依頼し、身体の諸部分についての治療についての医書を書いてもらい、それを『治療と管理についての簡便の書』（Kitab al-Taysir fi 'l-muddawat wa 'l-tadbir）と呼んだ。これは『医学大全』と合わさって包括的な医学的教科書となりヨーロッパでは18世紀まで教えられた。

### 法学著作
イブン・ルシュドは裁判官としてイスラーム法の分野で複数の作品を表した。今日現存しているのは『ムジュタヒドの入門』であり、スンナ派の諸法学派の実践と法理の違いを説明している。彼はマーリク学派裁判官としての地位にもかかわらず、リベラル、保守を問わず他学派の意見についても論じている。
『論説の決定』（fasl al-maqal）は宗教と哲学の両立性を主張する1178年に書かれた論文である。『証明の方法の説明』は1179年にアシュアリー神学派を批判するために書かれた。

## 哲学的見解

### イスラーム哲学者の伝統におけるアリストテレス
彼はアリストテレス哲学に回帰しようとしたが、それはアル・ファーラービーやイブン・スィーナーのようなネオ・プラトニズム的なムスリム哲学者によって歪められていたからであった。アリストテレスがプラトンのイデア説を拒絶したように、彼はプラトンとアリストテレスの思想を融合させようとする試みを拒絶した。彼はまたアリストテレスを誤って解釈したアル・ファーラービーの論理についての作品を批判した。また中世イスラーム哲学の標準的な担い手であったイブン・スィーナーについて広範的な批判をした。イブン・スィーナーの流出論はアリストテレスには見られないものと主張し、存在は本質に対して偶有にすぎないとするイブン・スィーナーの説に反対した。有るものはそれ自体で存在し、本質は抽象化によってしか見出すことができない。また、神を必然的存在として証明するイブン・スィーナーの説を否定した。

### 宗教と哲学の関係
イブン・ルシュドの時代、哲学はスンナ派は、特にハンバル学派やアシュアリー神学派から攻撃を受けた。アシュアリー神学派のアル・ガザーリーは「哲学者の崩壊」を書き、ネオ・プラトニズム的な哲学、特にイブン・スィーナーを批判した。アル・ガザーリーは哲学者のイスラームへの不信仰を訴え、論理的な議論を用いて哲学者に反証しようとした。
彼に対し「論説の決定」において、哲学は啓示に反することはなく、それらは真理に達する二つの方法であり「真理は真理に反することはできない」と書いた。哲学によって成された結論が啓示のテキストと矛盾すると思われた時には、矛盾を除くために啓示は解釈され、または寓意的に理解によらなければならない。この解釈はクルアーン3:7のいうところの「知識の根差した」人々によらなけばならず、イブン・ルシュドによれば、それは「知識の最も高い方法」に達した哲学者を指す。また、クルアーンはムスリムが哲学を学ぶことを要求していると主張する。なぜなら、自然の研究と考察は造物主である神についての知識を高めるからである。彼はクルアーンの一節を引用し、ムスリムに自然を考察し、哲学はムスリムに許され、それに対する才能を持つ人々にとっては義務であるという法的見解を表明した。
また議論の三つの様式があることを説く。説得力に基づく修辞的なもの。論争に基づく弁証的なものでありこれは神学者やウラマーによって使用される。そして推論に基づく論証的なものである。イブン・ルシュドはクルアーンは修辞的な方法に用いて人々を真理へと導く。一方、哲学は可能な限り最高の理解と知識とを与える論証的な方法を用いて哲学を学ぶ者を導く。

### 宇宙の無始
イブン・ルシュド以前の何世紀にも渡り、ムスリム思想家の間に宇宙は特定の瞬間に創造されたのか、それとも常に存在していたのかについて論争があった。アル・ファーラービーやイブン・スィーナーなどの哲学者は、世界は常に存在したと主張した。この主張はアシュアリー派の神学者によって批判された。特にアル・ガザーリーはこの宇宙の永遠説について広範な反論を書き、彼ら哲学者の不信（Kufr）を非難した。
これに対してイブン・ルシュドは『崩壊の崩壊』においてアル・ガザーリーに答えた。第一にこの二つの立場の違いは不信（Kufr）の罪に当たるほど広大なものではないと主張した。また、この宇宙永遠説はクルアーンに矛盾しないとも述べ、クルアーンにおける創造に関連した箇所、「王座」「水」について言及する句を引用した。クルアーンを注意深く読めば、宇宙の形態だけが時間内に創造されたことを暗示するが、その存在そのものについては永遠と主張した。

### 政治
イブン・ルシュドはプラトンの『国家』の注解において自身の政治哲学を述べる。彼は自分の考えをプラトンとイスラームの伝統とに組み合わせて、理想的な国家はイスラーム法に基づいたものであるとする。プラトンの言う哲学者王を、アル・ファーラービーに従ってそれをイマーム、カリフと等しいものとみなす。
市民に美徳を与える方法は説得と強制の二つであるとする。説得は修辞的、弁証的、論証的があり、より自然的な方法である。しかし説得の通じない者には強制が必要である。従って最後の手段として戦争を正当化する。それゆえに、統治者は知恵と勇気の両者を持つべきであり、それは国家の統治と防衛のために必要である。
プラトンのように、イブン・ルシュドは兵士、哲学者、支配者たちとして参加することを含めて国家の統治において女性に男性と共有することを求めている。同時代にイスラーム社会が女性の公共の役割が制限されていることを残念に思い、これを国家の幸福に有害であると言う。
理想的な状態からの劣化というプラトンの考えを受け入れ、イスラーム史における正統カリフ時代からウマイヤ朝への移行の例を挙げる。

## 自然哲学

### 天文学
イブン・バーッジャとイブン・トゥファイルと同様に、イブン・ルシュドはプトレマイオスの体系を批判し、月、太陽、惑星の見掛け上の動きを説明するために導入した従円と周転円を否定した。彼はアリストテレスの原理に従って、地球の周りを厳密に円運動すると主張した。惑星運動には三つあると仮定し、肉眼で見ることができるもの、観察するために道具が必要なもの、哲学的推論によってしか知ることができものに分けた。イブン・ルシュドは当時のアラビアやアンダルシアの天文学者によって一般的に行われていた単なる数学に基づくものではなく、自然学に基づくものとして天文学を再定義しようとしたが、それは未完成に終わった。
『形而上学大註解』最終巻において彼は言った。「私の若い頃に、この研究は私によって完成されると意気込んだのであるが、今や老年となって私はそれを諦めている。しかし恐らく、この問題は他の誰かがこの研究に取り組むことになるであろう」

### 自然学
自然学においては、イブン・ルシュドはアル・ビールーニーによって開発された帰納法を採用せず、むしろ今日の自然学に近い。科学史家のルツ・グラスナーの言葉によれば、彼はアリストテレスの著作の議論を通して自然について新しい論説を生み出した“釈義的”な科学者であった。彼はしばしばアリストテレスの非創造的な追従者と描かれたが、グラスナーはイブン・ルシュドが非常に独創的な自然学の理論を導入したと主張する。特に彼のアリストテレスのミニマ・ナトゥラリア理論と、フォルマ・フルエンスとしての運動についての精緻化は、西洋において取り上げられ物理学の全体的な発展にとって重要であった。また、「物質の運動状態を変化させるのに働く仕事の割合」として力の定義を提案した。これは今日の物理学における力の定義に近い定義である。

### 心理学
イブン・ルシュドはアリストテレス『霊魂論』に関する三つの註解で、心理学に関する彼の考えを詳述している。彼は哲学的方法を用い、アリストテレスの考えを解釈することによって人間知性を説明することに興味を持っている。彼の考えが発展するにつれて彼の立場は変化していった。最初に書かれた小註解では、「素材的知性」は人が遭遇する特定のイメージ（表象）を保持するというイブン・バーッジャの理論に従う。これらのイメージは普遍的な「作用知性」によって「統一」のために基体として役立ち、それが起こることによって、人はその概念について普遍的な知識を得る。中註解では、アル・ファーラービーやイブン・スィーナーの考えに近づき、作用知性は人間に普遍的な理解の力を与え、それが素材的知性であるとした。人がある概念と十分な実験的な逢着を持てば、その力は活性化されて人に普遍的知識を与える。大註解において、「知性単一論」として知られるものを提案した。そこでイブン・ルシュドは唯一の素材的知性を主張し、それはすべての人間において同一であり、またそれは身体と混合するものではない。この理論はキリスト教圏の西欧に入ったとき論争を巻き起こした。1229年、トマス・アクィナスはアヴェロイストに対して知性単一論の反駁を書いた。

## 影響

### ユダヤ人における影響
同時代のマイモニデスはイブン・ルシュドの作品を熱狂的に受け入れた初期のユダヤ人学者の一人で、「イブン・ルシュドがアリストテレスの作品について書いたものをすべて受け取った」「イブン・ルシュドは極めて正しい」と述べた。また、「アリストテレスは難解であり、それを理解するにはアレクサンドロスかテミスティオス、あるいはイブン・ルシュドの註解によらなければならないと」と述べた。サムエル・イブン・ティッボーンは『哲学者の意見』において、ユダ・イブン・ソロモン・コーヘンは『知恵の探求』において、シェームトーヴ・イブン・ファラクェラなど13世紀のユダヤ人思想家はイブン・ルシュドのテキストに大きく依存していた。1232年、ヨセフ・ベン・アッバ・マリがイブン・ルシュドのオルガノン註解を翻訳した。これがユダヤ人による最初の翻訳である。1260年、モーセ・イブン・ティッボーンがイブン・ルシュドのほとんどの註解といくつかの医学書を翻訳した。ユダヤにおけるアヴェロエズムは14世紀にピークを迎えた。これらの翻訳に影響を受けたユダヤ人には、アルルのカロニュモス・ベン・カロニュモス、マルセイユのサムエル・ベン・ユダ、アルドのトドロス・トドロスィ、ラングドックのゲルソニデスがいる。

### 西欧における影響
キリスト教圏西欧での主な影響は、アリストテレスの広範な彼の解説によるものであった。西ローマ帝国崩壊後、西ヨーロッパは文化の衰退に陥り、アリストテレスを含む古典的なギリシャ人の知的遺産のほとんどが失われた。13世紀に翻訳されたイブン・ルシュドの註解はアリストテレスの専門的な説明を提供し、再びアリストテレスの利用を可能とした。イブン・ルシュドはその影響の大きさから名前ではなく、単に「注釈者」（Commentator）と呼ばれた。1217年にパリとトレドで始まったラテン語訳の最初の語訳者ミカエル・スコトゥスは、自然学、形而上学、霊魂論、天体論の各大註解を翻訳した。これに続いてヘルマンヌス・アレマンヌス、ルナのウィリアム、モンテペリエのアルマンゴーなどが、時にはユダヤ人の助けを借りて他の作品を翻訳した。その後まもなくキリスト教徒の学者の間に広まった。それらはラテン・アヴェロイストとして知られる強固なサークルを引き付けた。パリとパドヴァはアヴェロイズムの主要な中心地であり、13世紀の主要な人物としてブラバンのシゲルスやダキアのボエティウスがいた。
ローマ・カトリック教会はアヴェロイズムの蔓延に反対した。1270年パリ司教エティエンヌ・タンピエは15の教説に対して教会の教義と反していると非難した。1277年、教皇ヨハネス21世の依頼によってタンピエは別に非難を発し、アリストテレスとアヴェロエスの教説から219の論説を対象とした。
13世紀の主要なカトリック教会の思想家トマス・アクィナスはアヴェロエスのアリストテレス解釈に大いに頼っていたが、多くの点で彼に反対した。例えば知性単一論に対して詳細な反論を書いた（『知性単一論』）。また、宇宙の永遠性と神の摂理についても反対した。
1270年と1277年のカトリック教会の非難とトマス・アクィナスの反駁はラテン・キリスト教世界においてアヴェロイズムの広がりを弱めたが、影響はヨーロッパがアリストテレス主義から脱却し始める16世紀まで続いた。14世紀にはジャンダンのヨハネス
、パドゥアのマルシリウス、15世紀ティエネのガエターノ、ポンポナッツィのピエトロ、16世紀マルカントニオ・ツィマラなどのアヴェロイストが存在した。

### イスラム圏における影響
イブン・ルシュドは現代に至るまでイスラームの哲学的思想に大きな影響を与えなかった。理由の一つとして地理があり、イブン・ルシュドはイスラーム文明の最西端であるイベリアに住んでいた。また彼の作品は東方のイスラーム教学者には知られていなかったのかもしれない。しかし、イブン・ハルドゥーンと彼の師アービリーはそれを知っており一部その注釈を書いた。19世紀になりイスラーム思想家は再びイブン・ルシュドと関わり始めた。アン・ナフダ（an-Nahda覚醒）と呼ばれる文化的ルネッサンスがあり、イブン・ルシュドの作品はイスラーム教徒の知的伝統を近代化するためのインスピレーションと見なされた。

### 一般文化における影響

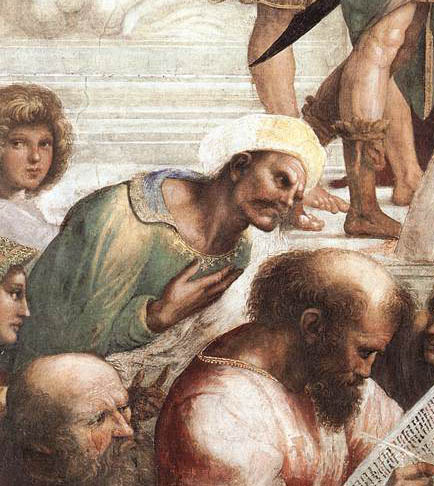
ラファエロ「アテナイの学堂」におけるイブン・ルシュド

1320年に完成したダンテ・アリギエリの『神曲』において辺獄に古代ギリシア人およびイスラーム思想家の中にイブン・ルシュドを描写している。チョーサーの『カンタベリー物語』のプロローグでは、当時知られていた医家のリストのなかにイブン・スィーナーやアッラーズィーとともに彼の名がある。また、ヴァチカン宮殿を飾るラファエロのフレスコ画「アテナイの学堂」にはその姿が描かれている。ユーセフ・シャヒーンによる1997年のエジプト・フランス映画『Destiny』（邦題炎のアンダルシア）はイブン・ルシュド死後800年を記念して作られた。
スターフルーツやビリムビを含む植物類名である″アヴェロア”（Averrhoa）、月面クレーター"ibn Rushd"、小惑星"8318Averroes"は彼の名にちなんで名づけられた。